# فهرست فیلم‌های نئو-نوآر
در زیر یک فهرست از فیلم‌های که متعلق به ژانر نئو-نوآر آورده شده‌است. 

## فهرست فیلم‌های: ۱۹۶۰–۱۹۸۹
| فیلم                                   | سال  | کشور                               | Ref(s).      |
| -------------------------------------- | ---- | ---------------------------------- | ------------ |
| بدون سوءنیت                            | ۱۹۸۱ | ایالات متحده آمریکا                | [ ۱ ]        |
| Across 110th Street                    | ۱۹۷۲ | ایالات متحده آمریکا                | [ ۲ ]        |
| Afraid to Die                          | ۱۹۶۰ | ژاپن                               | [ ۳ ]        |
| Against All Odds                       | ۱۹۸۴ | ایالات متحده آمریکا                | [ ۱ ]        |
| اگنس خدا                               | ۱۹۸۵ | ایالات متحده آمریکا                | [ ۱ ]        |
| All Night Long                         | ۱۹۶۲ | بریتانیا                           | [ ۴ ]        |
| همه مردان رئیس‌جمهور                    | ۱۹۷۶ | ایالات متحده آمریکا                | [ ۲ ]        |
| راهی دلپذیر برای مردن                  | ۱۹۶۸ | ایالات متحده آمریکا                | [ ۱ ]        |
| آلفاویل                                | ۱۹۶۵ | فرانسه                             | [ ۵ ]        |
| دوست آمریکایی                          | ۱۹۷۷ | آلمان غربی                         | [ ۶ ]        |
| ژیگولوی آمریکایی                       | ۱۹۸۰ | ایالات متحده آمریکا                | [ ۷ ]        |
| نوارهای اندرسون                        | ۱۹۷۱ | ایالات متحده آمریکا                | [ ۲ ]        |
| ... و عدالت برای همه                   | ۱۹۷۹ | ایالات متحده آمریکا                | [ ۱ ]        |
| چشم در برابر چشم                       | ۱۹۸۱ | ایالات متحده آمریکا                | [ ۱ ]        |
| قلب فرشته                              | ۱۹۸۷ | ایالات متحده آمریکا                | [ ۸ ]        |
| هر شماره‌ای می‌تواند برنده باشد          | ۱۹۶۳ | فرانسه                             | [ ۹ ]        |
| ارتش سایه‌ها                            | ۱۹۶۹ | فرانسه                             | [ ۵ ]        |
| ترور                                   | ۱۹۶۱ | ایتالیا                            | [ ۱۰ ]       |
| حمله به کلانتری ۱۳                     | ۱۹۷۶ | ایالات متحده آمریکا                | [ ۱ ]        |
| Assignment K                           | ۱۹۶۸ | بریتانیا                           | [ ۱ ]        |
| از فاصله نزدیک                         | ۱۹۸۶ | ایالات متحده آمریکا                | [ ۱۱ ]       |
| پسران بد                               | ۱۹۸۳ | ایالات متحده آمریکا                | [ ۱ ]        |
| آدم بد راحت می‌خوابد                    | ۱۹۶۰ | ژاپن                               | [ ۳ ]        |
| زمان‌بندی بد                            | ۱۹۸۰ | بریتانیا                           | [ ۱ ]        |
| زمین‌های لم‌یزرع                         | ۱۹۷۳ | ایالات متحده آمریکا                | [ ۱۱ ]       |
| دسته جداافتاده‌ها                       | ۱۹۶۴ | فرانسه                             | [ ۵ ]        |
| Bandits in Milan                       | ۱۹۶۸ | ایتالیا                            | [ ۱۰ ]       |
| Band of the Hand                       | ۱۹۸۶ | ایالات متحده آمریکا                | [ ۱۱ ]       |
| Beat Girl                              | ۱۹۶۰ | بریتانیا                           | [ ۴ ]        |
| پنجره اتاق خواب                        | ۱۹۸۷ | ایالات متحده آمریکا                | [ ۱۱ ]       |
| Best Seller                            | ۱۹۸۷ | ایالات متحده آمریکا                | [ ۱۱ ]       |
| خیانت                                  | ۱۹۸۸ | ایالات متحده آمریکا                | [ ۱۲ ]       |
| فردایی بهتر                            | ۱۹۸۶ | هنگ کنگ                            | [ ۱۳ ]       |
| راحتی بزرگ                             | ۱۹۸۷ | ایالات متحده آمریکا                | [ ۱ ]        |
| The Big Fix                            | ۱۹۷۸ | ایالات متحده آمریکا                | [ ۱۲ ]       |
| The Big Sleep                          | ۱۹۷۸ | بریتانیا                           | [ ۱ ]        |
| پرنده‌ای با بال‌های بلورین               | ۱۹۷۰ | ایتالیا                            | [ ۶ ]        |
| جشن تولد                               | ۱۹۶۸ | بریتانیا                           | [ ۱ ]        |
| پرنده سیاه                             | ۱۹۷۵ | ایالات متحده آمریکا                | [ ۱۲ ]       |
| Black Eye                              | ۱۹۷۴ | ایالات متحده آمریکا                | [ ۱ ]        |
| Black Gunn                             | ۱۹۷۲ | ایالات متحده آمریکا                | [ ۱ ]        |
| باران سیاه                             | ۱۹۸۹ | ایالات متحده آمریکا                | [ ۱ ]        |
| یکشنبه سیاه                            | ۱۹۷۷ | ایالات متحده آمریکا                | [ ۱۲ ]       |
| بیوه سیاه                              | ۱۹۸۷ | ایالات متحده آمریکا                | [ ۱ ]        |
| بلید رانر                              | ۱۹۸۲ | ایالات متحده آمریکا                | [ ۱۱ ]       |
| Blast of Silence                       | ۱۹۶۱ | ایالات متحده آمریکا                | [ ۱ ] [ ۱۴ ] |
| شش زن برای قاتل                        | ۱۹۶۴ | ایتالیا                            | [ ۱۵ ]       |
| دهشت‌زده                                | ۱۹۸۴ | ایالات متحده آمریکا                | [ ۱ ]        |
| آگراندیسمان                            | ۱۹۶۶ | بریتانیا                           | [ ۱۶ ]       |
| انفجار                                 | ۱۹۸۱ | ایالات متحده آمریکا                | [ ۱۶ ]       |
| رعد آبی                                | ۱۹۸۳ | ایالات متحده آمریکا                | [ ۱ ]        |
| مخمل آبی                               | ۱۹۸۶ | ایالات متحده آمریکا                | [ ۸ ]        |
| Body Double                            | ۱۹۸۴ | ایالات متحده آمریکا                | [ ۱ ]        |
| گرمای بدن                              | ۱۹۸۱ | ایالات متحده آمریکا                | [ ۱ ]        |
| بانی و کلاید                           | ۱۹۶۷ | ایالات متحده آمریکا                | [ ۸ ]        |
| مرز                                    | ۱۹۸۲ | ایالات متحده آمریکا                | [ ۱ ]        |
| قصاب                                   | ۱۹۷۰ | فرانسه                             | [ ۱۷ ]       |
| Brainstorm                             | ۱۹۶۵ | ایالات متحده آمریکا                | [ ۱ ] [ ۱۴ ] |
| برند برای کشتن                         | ۱۹۶۷ | ژاپن                               | [ ۶ ] [ ۱۸ ] |
| ازنفس‌افتاده                            | ۱۹۶۰ | فرانسه                             | [ ۱۸ ]       |
| از نفس‌افتاده                           | ۱۹۸۳ | ایالات متحده آمریکا                | [ ۱ ]        |
| عروس سیاه‌پوش                           | ۱۹۶۸ | فرانسه                             | [ ۹ ]        |
| The Brink's Job                        | ۱۹۷۸ | ایالات متحده آمریکا                | [ ۱۹ ]       |
| بانی لیک گم شده                        | ۱۹۶۵ | بریتانیا                           | [ ۴ ]        |
| Buster and Billie                      | ۱۹۷۴ | ایالات متحده آمریکا                | [ ۱ ]        |
| تنگه وحشت                              | ۱۹۶۲ | ایالات متحده آمریکا                | [ ۱ ] [ ۱۴ ] |
| کاپریکورن یک                           | ۱۹۷۷ | ایالات متحده آمریکا                | [ ۱۹ ]       |
| کارناوال ارواح                         | ۱۹۶۲ | ایالات متحده آمریکا                | [ ۲۰ ]       |
| Cash on Demand                         | ۱۹۶۱ | بریتانیا                           | [ ۲۱ ]       |
| Castle of Blood                        | ۱۹۶۴ | ایتالیا                            | [ ۱۰ ]       |
| Cat People                             | ۱۹۸۲ | ایالات متحده آمریکا                | [ ۱۱ ]       |
| Le cave se rebiffe                     | ۱۹۶۱ | فرانسه                             | [ ۱۷ ]       |
| La caza                                | ۱۹۶۶ | اسپانیا                            | [ ۲۲ ]       |
| قهرمان                                 | ۱۹۷۹ | ایالات متحده آمریکا                | [ ۱۹ ]       |
| The Champagne Murders                  | ۱۹۶۷ | فرانسه                             | [ ۲۳ ]       |
| چندلر                                  | ۱۹۷۱ | ایالات متحده آمریکا                | [ ۱ ]        |
| چارلی وریک                             | ۱۹۷۳ | ایالات متحده آمریکا                | [ ۱۱ ]       |
| تعقیب                                  | ۱۹۶۶ | ایالات متحده آمریکا                | [ ۲۰ ]       |
| سندرم چین                              | ۱۹۷۹ | ایالات متحده آمریکا                | [ ۱ ]        |
| محله چینی‌ها                            | ۱۹۷۴ | ایالات متحده آمریکا                | [ ۱ ]        |
| The Choirboys                          | ۱۹۷۷ | ایالات متحده آمریکا                | [ ۱۹ ]       |
| کوبا                                   | ۱۹۷۹ | ایالات متحده آمریکا                | [ ۱ ]        |
| شهر در آتش                             | ۱۹۸۷ | هنگ کنگ                            | [ ۱۳ ]       |
| دسته سیسیلی‌ها                          | ۱۹۶۹ | فرانسه                             | [ ۱۷ ]       |
| همه خطرات را در نظر بگیرید             | ۱۹۶۰ | فرانسه                             | [ ۱۷ ]       |
| Coffy                                  | ۱۹۷۳ | ایالات متحده آمریکا                | [ ۱۹ ]       |
| A Colt Is My Passport                  | ۱۹۶۷ | ژاپن                               | [ ۳ ]        |
| La commare secca                       | ۱۹۶۲ | ایتالیا                            | [ ۱۰ ]       |
| مکالمه                                 | ۱۹۷۴ | ایالات متحده آمریکا                | [ ۱ ]        |
| Cool Breeze                            | ۱۹۷۲ | ایالات متحده آمریکا                | [ ۱۹ ]       |
| Cop                                    | ۱۹۸۸ | ایالات متحده آمریکا                | [ ۱ ]        |
| Cotton Comes to Harlem                 | ۱۹۷۰ | ایالات متحده آمریکا                | [ ۲۴ ]       |
| مجرم                                   | ۱۹۶۰ | بریتانیا                           | [ ۶ ]        |
| گشت‌زنی                                 | ۱۹۸۰ | ایالات متحده آمریکا                | [ ۲۵ ]       |
| بن‌بست                                  | ۱۹۶۶ | بریتانیا                           | [ ۱۶ ]       |
| راه کاتر                               | ۱۹۸۱ | ایالات متحده آمریکا                | [ ۲۶ ]       |
| The Damned                             | ۱۹۶۳ | بریتانیا                           | [ ۲۷ ]       |
| A Dandy in Aspic                       | ۱۹۶۸ | بریتانیا                           | [ ۲۴ ]       |
| The Day of the Owl                     | ۱۹۶۸ | ایتالیا                            | [ ۱۰ ]       |
| استخر مرده                             | ۱۹۸۸ | ایالات متحده آمریکا                | [ ۲۴ ]       |
| تله مرگبار                             | ۱۹۶۸ | بریتانیا                           | [ ۲۷ ]       |
| Deadlier Than the Male                 | ۱۹۶۷ | بریتانیا                           | [ ۱ ]        |
| رابطه مرگ‌آور                           | ۱۹۶۷ | بریتانیا                           | [ ۲۸ ]       |
| Deadly Strangers                       | ۱۹۷۵ | بریتانیا                           | [ ۲۸ ]       |
| آرزوی مرگ                              | ۱۹۷۴ | ایالات متحده آمریکا                | [ ۱ ]        |
| Defiance                               | ۱۹۸۰ | ایالات متحده آمریکا                | [ ۱ ]        |
| The Delinquents                        | ۱۹۶۰ | اسپانیا                            | [ ۲۲ ]       |
| کارآگاه                                | ۱۹۶۸ | ایالات متحده آمریکا                | [ ۱ ]        |
| Detroit 9000                           | ۱۹۷۳ | ایالات متحده آمریکا                | [ ۲۴ ]       |
| نفس دوباره                             | ۱۹۶۶ | فرانسه                             | [ ۶ ]        |
| هری کثیف                               | ۱۹۷۱ | ایالات متحده آمریکا                | [ ۱ ]        |
| دی.او.ای.                              | ۱۹۸۸ | ایالات متحده آمریکا                | [ ۱ ]        |
| بعدازظهر سگی                           | ۱۹۷۵ | ایالات متحده آمریکا                | [ ۱ ]        |
| اصل دومینو                             | ۱۹۷۷ | ایالات متحده آمریکا                | [ ۲۹ ]       |
| کلاه                                   | ۱۹۶۲ | فرانسه                             | [ ۶ ] [ ۱۸ ] |
| در لباسی خیره‌کننده                     | ۱۹۸۰ | ایالات متحده آمریکا                | [ ۲۹ ]       |
| راننده                                 | ۱۹۷۸ | ایالات متحده آمریکا                | [ ۱ ]        |
| دراونینگ پول                           | ۱۹۷۵ | ایالات متحده آمریکا                | [ ۱ ]        |
| ۸ میلیون راه برای مرگ                  | ۱۹۸۶ | ایالات متحده آمریکا                | [ ۱ ]        |
| شب بی‌پایان                             | ۱۹۷۲ | بریتانیا                           | [ ۲۸ ]       |
| مجری                                   | ۱۹۷۶ | ایالات متحده آمریکا                | [ ۱ ]        |
| Eva                                    | ۱۹۶۲ | فرانسه                             | [ ۹ ]        |
| The Executioner                        | ۱۹۷۰ | بریتانیا                           | [ ۱ ]        |
| Executive Action                       | ۱۹۷۳ | ایالات متحده آمریکا                | [ ۲۹ ]       |
| تجربه‌ای در وحشت                        | ۱۹۶۲ | ایالات متحده آمریکا                | [ ۱ ] [ ۱۴ ] |
| The Exterminator                       | ۱۹۸۰ | ایالات متحده آمریکا                | [ ۱ ]        |
| Eyes of Laura Mars                     | ۱۹۷۸ | ایالات متحده آمریکا                | [ ۲۹ ]       |
| چشمان بدون چهره                        | ۱۹۶۰ | فرانسه                             | [ ۳۰ ]       |
| شاهد عینی                              | ۱۹۸۱ | ایالات متحده آمریکا                | [ ۱ ]        |
| فانتوماس                               | ۱۹۶۴ | فرانسه                             | [ ۹ ]        |
| بدرود خوشگل من                         | ۱۹۷۵ | ایالات متحده آمریکا                | [ ۱ ]        |
| Fat City                               | ۱۹۷۲ | ایالات متحده آمریکا                | [ ۲۹ ]       |
| جذابیت مرگبار                          | ۱۹۸۷ | ایالات متحده آمریکا                | [ ۱ ]        |
| Fear City                              | ۱۹۸۴ | ایالات متحده آمریکا                | [ ۱ ]        |
| انگشت‌ها                                | ۱۹۷۸ | ایالات متحده آمریکا                | [ ۲۹ ]       |
| اولین گناه کبیره                       | ۱۹۸۰ | ایالات متحده آمریکا                | [ ۱ ]        |
| نخستین سرقت بزرگ قطار                  | ۱۹۷۸ | بریتانیا                           | [ ۱ ]        |
| مشت                                    | ۱۹۷۸ | ایالات متحده آمریکا                | [ ۱ ]        |
| پنج دقیقه برای زنده ماندن              | ۱۹۶۱ | ایالات متحده آمریکا                | [ ۱۱ ]       |
| Foxy Brown                             | ۱۹۷۴ | ایالات متحده آمریکا                | [ ۳۱ ]       |
| Framed                                 | ۱۹۷۵ | ایالات متحده آمریکا                | [ ۳۱ ]       |
| دیوانه‌وار                              | ۱۹۸۸ | ایالات متحده آمریکا                | [ ۱ ]        |
| ارتباط فرانسوی                         | ۱۹۷۱ | ایالات متحده آمریکا                | [ ۱ ]        |
| ارتباط فرانسوی ۲                       | ۱۹۷۵ | ایالات متحده آمریکا                | [ ۱ ]        |
| جنون                                   | ۱۹۷۲ | بریتانیا                           | [ ۲۸ ]       |
| Friday Foster                          | ۱۹۷۵ | ایالات متحده آمریکا                | [ ۳۱ ]       |
| دوستان ادی کویل                        | ۱۹۷۳ | ایالات متحده آمریکا                | [ ۱ ]        |
| خشم                                    | ۱۹۷۸ | ایالات متحده آمریکا                | [ ۳۱ ]       |
| A Game without Rules                   | ۱۹۶۷ | Czechoslovakia                     | [ ۳۲ ]       |
| دستکش آهنی                             | ۱۹۷۷ | ایالات متحده آمریکا                | [ ۳۱ ]       |
| کارتر را بگیرید                        | ۱۹۷۱ | بریتانیا                           | [ ۶ ] [ ۱۸ ] |
| گریز                                   | ۱۹۷۲ | ایالات متحده آمریکا                | [ ۱۱ ]       |
| The Girl Hunters                       | ۱۹۶۳ | بریتانیا                           | [ ۳۳ ]       |
| Going Home                             | ۱۹۷۱ | ایالات متحده آمریکا                | [ ۳۱ ]       |
| گلوریا                                 | ۱۹۸۰ | ایالات متحده آمریکا                | [ ۱ ]        |
| The Great Spy Chase                    | ۱۹۶۴ | فرانسه                             | [ ۵ ]        |
| The Grissom Gang                       | ۱۹۷۱ | ایالات متحده آمریکا                | [ ۳۱ ]       |
| The Groundstar Conspiracy              | ۱۹۷۲ | ایالات متحده آمریکا                | [ ۳۱ ]       |
| گان                                    | ۱۹۶۷ | ایالات متحده آمریکا                | [ ۳۳ ]       |
| Hammerhead                             | ۱۹۶۸ | بریتانیا                           | [ ۱ ]        |
| Hammett                                | ۱۹۸۲ | ایالات متحده آمریکا                | [ ۱ ]        |
| دست‌ها روی شهر                          | ۱۹۶۳ | ایتالیا                            | [ ۱۰ ]       |
| Hard Contract                          | ۱۹۶۹ | ایالات متحده آمریکا                | [ ۳۴ ]       |
| هاردکور                                | ۱۹۷۹ | ایالات متحده آمریکا                | [ ۱ ]        |
| دوران مشقت                             | ۱۹۷۵ | ایالات متحده آمریکا                | [ ۱ ]        |
| هارپر                                  | ۱۹۶۶ | ایالات متحده آمریکا                | [ ۱ ]        |
| در چنگ ارواح                           | ۱۹۶۳ | بریتانیا                           | [ ۲۰ ]       |
| Hell Is a City                         | ۱۹۶۰ | بریتانیا                           | [ ۶ ] [ ۱۸ ] |
| Hell Up in Harlem                      | ۱۹۷۳ | ایالات متحده آمریکا                | [ ۱۱ ]       |
| هیکی و بوگز                            | ۱۹۷۲ | ایالات متحده آمریکا                | [ ۱ ]        |
| Hidden City                            | ۱۹۸۷ | بریتانیا                           | [ ۶ ]        |
| بهشت و دوزخ                            | ۱۹۶۳ | ژاپن                               | [ ۶ ] [ ۱۸ ] |
| The High Commissioner                  | ۱۹۶۸ | بریتانیا ایالات متحده آمریکا       | [ ۱ ]        |
| Hit Man                                | ۱۹۷۲ | ایالات متحده آمریکا                | [ ۳۴ ]       |
| حفره                                   | ۱۹۶۰ | فرانسه                             | [ ۳۰ ]       |
| Hoodlum Priest                         | ۱۹۶۱ | ایالات متحده آمریکا                | [ ۱۴ ]       |
| The Hostage                            | ۱۹۶۷ | ایالات متحده آمریکا                | [ ۲۰ ]       |
| House of Games                         | ۱۹۸۷ | ایالات متحده آمریکا                | [ ۱ ]        |
| The "Human" Factor                     | ۱۹۷۵ | ایالات متحده آمریکا                | [ ۳۴ ]       |
| The Human Factor                       | ۱۹۷۹ | بریتانیا                           | [ ۱ ]        |
| Hustle                                 | ۱۹۷۵ | ایالات متحده آمریکا                | [ ۱ ]        |
| بیلیاردباز                             | ۱۹۶۱ | ایالات متحده آمریکا                | [ ۲۰ ]       |
| I, the Jury                            | ۱۹۸۲ | ایالات متحده آمریکا                | [ ۱ ]        |
| من سربه‌راهم                            | ۱۹۷۰ | ایالات متحده آمریکا                | [ ۳۴ ]       |
| در کمال خونسردی                        | ۱۹۶۷ | ایالات متحده آمریکا                | [ ۱۴ ]       |
| The Incident                           | ۱۹۶۷ | ایالات متحده آمریکا                | [ ۱۴ ]       |
| پرونده ایپکرس                          | ۱۹۶۵ | بریتانیا                           | [ ۱ ]        |
| لبه‌های دندانه‌دار                       | ۱۹۸۵ | ایالات متحده آمریکا                | [ ۱ ]        |
| جانی کول                               | ۱۹۶۳ | ایالات متحده آمریکا                | [ ۱۱ ]       |
| جانی خوش‌قیافه                          | ۱۹۸۹ | ایالات متحده آمریکا                | [ ۱ ]        |
| خانه شادی                              | ۱۹۶۴ | فرانسه                             | [ ۹ ]        |
| ژودکس                                  | ۱۹۶۳ | فرانسه                             | [ ۹ ]        |
| شاهد کلیدی                             | ۱۹۶۰ | ایالات متحده آمریکا                | [ ۱۱ ]       |
| مرا دوباره بکش                         | ۱۹۸۹ | ایالات متحده آمریکا                | [ ۱ ]        |
| قاتل                                   | ۱۹۸۹ | هنگ کنگ                            | [ ۳۵ ]       |
| The Killer Inside Me                   | ۱۹۷۶ | ایالات متحده آمریکا                | [ ۱ ]        |
| قاتلان                                 | ۱۹۶۴ | ایالات متحده آمریکا                | [ ۱۱ ]       |
| The Killing Game                       | ۱۹۶۷ | فرانسه                             | [ ۹ ]        |
| The Killing of a Chinese Bookie        | ۱۹۷۶ | ایالات متحده آمریکا                | [ ۱ ]        |
| Kitten with a Whip                     | ۱۹۶۴ | ایالات متحده آمریکا                | [ ۱۴ ]       |
| کلوت                                   | ۱۹۷۱ | ایالات متحده آمریکا                | [ ۱ ]        |
| The Kremlin Letter                     | ۱۹۷۰ | ایالات متحده آمریکا                | [ ۱ ]        |
| Lady in Cement                         | ۱۹۶۸ | ایالات متحده آمریکا                | [ ۱ ]        |
| Landru                                 | ۱۹۶۳ | فرانسه                             | [ ۹ ]        |
| Last Embrace                           | ۱۹۷۹ | ایالات متحده آمریکا                | [ ۱ ]        |
| The Last of Sheila                     | ۱۹۷۳ | ایالات متحده آمریکا                | [ ۱ ]        |
| The Late Show                          | ۱۹۷۷ | ایالات متحده آمریکا                | [ ۳۶ ]       |
| The Lawbreakers                        | ۱۹۶۱ | ایالات متحده آمریکا                | [ ۲۰ ]       |
| The Liberation of L.B. Jones           | ۱۹۷۰ | ایالات متحده آمریکا                | [ ۱ ]        |
| Life Love Death                        | ۱۹۶۸ | فرانسه                             | [ ۳۰ ]       |
| لیلیت                                  | ۱۹۶۴ | ایالات متحده آمریکا                | [ ۱ ]        |
| Little Nikita                          | ۱۹۸۸ | ایالات متحده آمریکا                | [ ۱ ]        |
| جمعه خوب طولانی                        | ۱۹۸۰ | بریتانیا                           | [ ۶ ] [ ۱۸ ] |
| خداحافظی طولانی                        | ۱۹۷۳ | ایالات متحده آمریکا                | [ ۱ ]        |
| The Looking Glass War                  | ۱۹۷۰ | بریتانیا                           | [ ۲۸ ]       |
| عشق از مرگ سردتر است                   | ۱۹۶۹ | آلمان غربی                         | [ ۳۷ ]       |
| مأمور مکینتاش                          | ۱۹۷۳ | بریتانیا                           | [ ۱ ]        |
| ساخت آمریکا                            | ۱۹۶۶ | فرانسه                             | [ ۹ ]        |
| مادیگان                                | ۱۹۶۸ | ایالات متحده آمریکا                | [ ۱ ]        |
| ارشد خانواده فرشو                      | ۱۹۶۳ | فرانسه                             | [ ۵ ]        |
| نیروی مگنوم                            | ۱۹۷۳ | ایالات متحده آمریکا                | [ ۳۸ ]       |
| Man-Trap                               | ۱۹۶۱ | ایالات متحده آمریکا                | [ ۱۴ ]       |
| The Man Without a Map                  | ۱۹۶۸ | ژاپن                               | [ ۳ ]        |
| کاندیدای منچوری                        | ۱۹۶۲ | ایالات متحده آمریکا                | [ ۱ ] [ ۱۴ ] |
| شکارچی انسان                           | ۱۹۸۶ | ایالات متحده آمریکا                | [ ۱ ]        |
| مارلو                                  | ۱۹۶۹ | ایالات متحده آمریکا                | [ ۱ ]        |
| مارنی                                  | ۱۹۶۴ | ایالات متحده آمریکا                | [ ۲۰ ]       |
| خیابان‌های پایین شهر                    | ۱۹۷۳ | ایالات متحده آمریکا                | [ ۳۸ ]       |
| رسانه‌ها احساس ندارند                   | ۱۹۶۹ | ایالات متحده آمریکا                | [ ۳۸ ]       |
| La Métamorphose des cloportes          | ۱۹۶۵ | فرانسه                             | [ ۹ ]        |
| Mickey One                             | ۱۹۶۵ | ایالات متحده آمریکا                | [ ۱۴ ]       |
| قطار سریع‌السیر نیمه‌شب                  | ۱۹۷۸ | ایالات متحده آمریکا                | [ ۳۸ ]       |
| Midnight Lace                          | ۱۹۶۰ | ایالات متحده آمریکا                | [ ۲۰ ]       |
| The Midnight Man                       | ۱۹۷۴ | ایالات متحده آمریکا                | [ ۳۹ ]       |
| Mike's Murder                          | ۱۹۸۴ | ایالات متحده آمریکا                | [ ۱ ]        |
| سراب                                   | ۱۹۶۵ | ایالات متحده آمریکا                | [ ۱۴ ]       |
| پری دریایی می‌سی‌سی‌پی                    | ۱۹۶۹ | فرانسه                             | [ ۳۰ ]       |
| مونا لیزا                              | ۱۹۸۶ | بریتانیا                           | [ ۶ ] [ ۱۸ ] |
| Money Movers                           | ۱۹۷۸ | Australia                          | [ ۴۰ ]       |
| The Money Trap                         | ۱۹۶۶ | ایالات متحده آمریکا                | [ ۱ ] [ ۱۴ ] |
| صبح روز بعد                            | ۱۹۸۶ | ایالات متحده آمریکا                | [ ۱ ]        |
| میس ۴۵                                 | ۱۹۸۱ | ایالات متحده آمریکا                | [ ۱ ]        |
| شرکت آدم‌کشی                            | ۱۹۶۰ | ایالات متحده آمریکا                | [ ۲۰ ]       |
| قانون مورفی                            | ۱۹۸۶ | ایالات متحده آمریکا                | [ ۱ ]        |
| بوسه عریان                             | ۱۹۶۴ | ایالات متحده آمریکا                | [ ۱ ] [ ۱۴ ] |
| Never Let Go                           | ۱۹۶۰ | بریتانیا                           | [ ۴۱ ]       |
| The New Centurions                     | ۱۹۷۲ | ایالات متحده آمریکا                | [ ۱ ]        |
| The Nickel Ride                        | ۱۹۷۴ | ایالات متحده آمریکا                | [ ۱ ]        |
| شاهین‌های شب                            | ۱۹۸۱ | ایالات متحده آمریکا                | [ ۱ ]        |
| حرکت شب                                | ۱۹۷۵ | ایالات متحده آمریکا                | [ ۱ ]        |
| کابوس                                  | ۱۹۶۴ | بریتانیا                           | [ ۴۱ ]       |
| Night of the Juggler                   | ۱۹۸۰ | ایالات متحده آمریکا                | [ ۱ ]        |
| ۹۹ و ۴۴/۱۰۰ مرده                       | ۱۹۷۴ | ایالات متحده آمریکا                | [ ۴۲ ]       |
| بی‌رحم                                  | ۱۹۸۶ | ایالات متحده آمریکا                | [ ۴۳ ]       |
| هیچ راهی وجود ندارد                    | ۱۹۸۷ | ایالات متحده آمریکا                | [ ۱ ]        |
| وسواس                                  | ۱۹۷۶ | ایالات متحده آمریکا                | [ ۴۲ ]       |
| ۱۱ یار اوشن                            | ۱۹۶۰ | ایالات متحده آمریکا                | [ ۲۰ ]       |
| هجوم                                   | ۱۹۷۲ | بریتانیا                           | [ ۲۸ ]       |
| زمانی که دزد بودم                      | ۱۹۶۵ | ایالات متحده آمریکا                | [ ۴۲ ]       |
| The One Man Jury                       | ۱۹۷۸ | ایالات متحده آمریکا                | [ ۴۲ ]       |
| The Onion Field                        | ۱۹۷۹ | ایالات متحده آمریکا                | [ ۱ ]        |
| سازمان                                 | ۱۹۷۱ | ایالات متحده آمریکا                | [ ۴۲ ]       |
| پوشاک                                  | ۱۹۷۳ | ایالات متحده آمریکا                | [ ۱ ]        |
| Out of Bounds                          | ۱۹۸۶ | ایالات متحده آمریکا                | [ ۱ ]        |
| P.J.                                   | ۱۹۶۸ | ایالات متحده آمریکا                | [ ۳۳ ]       |
| Pale Flower                            | ۱۹۶۴ | ژاپن                               | [ ۳ ]        |
| Panic in the City                      | ۱۹۶۸ | ایالات متحده آمریکا                | [ ۴۲ ]       |
| The Parallax View                      | ۱۹۷۴ | ایالات متحده آمریکا                | [ ۴۲ ]       |
| پارانویک                               | ۱۹۶۳ | بریتانیا                           | [ ۴۴ ]       |
| حرفه: خبرنگار                          | ۱۹۷۵ | ایتالیا France Spain               | [ ۱ ]        |
| Pay or Die                             | ۱۹۶۰ | ایالات متحده آمریکا                | [ ۲۰ ]       |
| چشم‌چران                                | ۱۹۶۰ | بریتانیا                           | [ ۴۴ ]       |
| Pendulum                               | ۱۹۶۹ | ایالات متحده آمریکا                | [ ۱ ]        |
| نمایش                                  | ۱۹۷۰ | بریتانیا                           | [ ۶ ] [ ۱۸ ] |
| پی‌یرو خله                              | ۱۹۶۵ | فرانسه                             | [ ۲۳ ]       |
| استخر                                  | ۱۹۶۹ | فرانسه                             | [ ۲۳ ]       |
| میستی را برایم پخش کن                  | ۱۹۷۱ | ایالات متحده آمریکا                | [ ۱۱ ]       |
| شلیک به هدف                            | ۱۹۶۷ | ایالات متحده آمریکا                | [ ۱ ]        |
| Portrait in Black                      | ۱۹۶۰ | ایالات متحده آمریکا                | [ ۲۰ ]       |
| پستچی همیشه دو بار زنگ می‌زند           | ۱۹۸۱ | ایالات متحده آمریکا                | [ ۱ ]        |
| Pretty Poison                          | ۱۹۶۸ | ایالات متحده آمریکا                | [ ۱۱ ]       |
| نخستین برش                             | ۱۹۷۲ | ایالات متحده آمریکا                | [ ۳۳ ]       |
| شاهزاده شهر                            | ۱۹۸۱ | ایالات متحده آمریکا                | [ ۱ ]        |
| روانی                                  | ۱۹۶۰ | ایالات متحده آمریکا                | [ ۲۰ ]       |
| پالپ                                   | ۱۹۷۲ | بریتانیا                           | [ ۲۸ ]       |
| ظهر بنفش                               | ۱۹۶۰ | فرانسه                             | [ ۲۳ ]       |
| The Pusher                             | ۱۹۶۰ | ایالات متحده آمریکا                | [ ۲۰ ]       |
| Quicksilver                            | ۱۹۸۶ | ایالات متحده آمریکا                | [ ۱ ]        |
| خاطرات کوئیلر                          | ۱۹۶۶ | بریتانیا                           | [ ۱ ]        |
| گاو خشمگین                             | ۱۹۸۰ | ایالات متحده آمریکا                | [ ۸ ]        |
| انزجار                                 | ۱۹۶۵ | بریتانیا                           | [ ۴۵ ]       |
| سوار بر باران                          | ۱۹۷۰ | فرانسه                             | [ ۲۳ ]       |
| Robbery                                | ۱۹۶۷ | بریتانیا                           | [ ۱ ]        |
| Rolling Thunder                        | ۱۹۷۷ | ایالات متحده آمریکا                | [ ۱ ]        |
| The Running Man                        | ۱۹۶۳ | بریتانیا                           | [ ۱ ]        |
| سالواتوره جولیانو (فیلم)               | ۱۹۶۲ | ایتالیا                            | [ ۱۵ ]       |
| سامورایی                               | ۱۹۶۷ | فرانسه                             | [ ۶ ] [ ۱۸ ] |
| ساندرا                                 | ۱۹۶۵ | ایتالیا                            | [ ۱۵ ]       |
| صورت‌زخمی                               | ۱۹۸۳ | ایالات متحده آمریکا                | [ ۱ ]        |
| دریای عشق                              | ۱۹۸۹ | ایالات متحده آمریکا                | [ ۱ ]        |
| جلسه احضار ارواح در یک بعدازظهر بارانی | ۱۹۶۴ | بریتانیا                           | [ ۴۶ ]       |
| دومی‌ها                                 | ۱۹۶۶ | ایالات متحده آمریکا                | [ ۲ ]        |
| اغوای جو تاینن                         | ۱۹۷۹ | ایالات متحده آمریکا                | [ ۱ ]        |
| Série noire                            | ۱۹۷۹ | فرانسه                             | [ ۶ ]        |
| سرپیکو                                 | ۱۹۷۳ | ایالات متحده آمریکا                | [ ۱ ]        |
| پیشخدمت                                | ۱۹۶۳ | بریتانیا                           | [ ۴۶ ]       |
| هفت                                    | ۱۹۷۹ | ایالات متحده آمریکا                | [ ۱ ]        |
| هفت روز در ماه مه                      | ۱۹۶۴ | ایالات متحده آمریکا                | [ ۲ ]        |
| Seven Thieves                          | ۱۹۶۰ | ایالات متحده آمریکا                | [ ۲ ]        |
| شفت                                    | ۱۹۷۱ | ایالات متحده آمریکا                | [ ۱ ]        |
| Shamus                                 | ۱۹۷۳ | ایالات متحده آمریکا                | [ ۴۷ ]       |
| Sharky's Machine                       | ۱۹۸۱ | ایالات متحده آمریکا                | [ ۱ ]        |
| Sheba, Baby                            | ۱۹۷۵ | ایالات متحده آمریکا                | [ ۴۷ ]       |
| دالان شوک                              | ۱۹۶۳ | ایالات متحده آمریکا                | [ ۱۴ ]       |
| به پیانیست شلیک کن                     | ۱۹۶۰ | فرانسه                             | [ ۱۸ ]       |
| خشم خاموش                              | ۱۹۸۲ | ایالات متحده آمریکا                | [ ۱ ]        |
| خواهران                                | ۱۹۷۳ | ایالات متحده آمریکا                | [ ۴۷ ]       |
| هدف ثابت                               | ۱۹۷۲ | بریتانیا                           | [ ۴۵ ]       |
| Slam Dance                             | ۱۹۸۷ | ایالات متحده آمریکا                | [ ۱ ]        |
| حادثه‌ای در ترن                         | ۱۹۶۵ | فرانسه                             | [ ۱۷ ]       |
| پوست لطیف                              | ۱۹۶۴ | فرانسه                             | [ ۲۳ ]       |
| کسی برای محافظت از من                  | ۱۹۸۷ | ایالات متحده آمریکا United Kingdom | [ ۱ ]        |
| جادوگر                                 | ۱۹۷۷ | ایالات متحده آمریکا Mexico         | [ ۱ ]        |
| بیسکویت سبز                            | ۱۹۷۳ | ایالات متحده آمریکا                | [ ۴۷ ]       |
| Special Delivery                       | ۱۹۷۶ | ایالات متحده آمریکا                | [ ۱ ]        |
| The Split                              | ۱۹۶۸ | ایالات متحده آمریکا                | [ ۱ ]        |
| Spotlight on a Murderer                | ۱۹۶۱ | فرانسه                             | [ ۲۳ ]       |
| جاسوسی که از سردسیر آمد                | ۱۹۶۵ | بریتانیا                           | [ ۴۵ ]       |
| Still of the Night                     | ۱۹۸۲ | ایالات متحده آمریکا                | [ ۱ ]        |
| قاتل سنگ‌دل                             | ۱۹۷۳ | ایالات متحده آمریکا                | [ ۱ ]        |
| Stormy Monday                          | ۱۹۸۸ | بریتانیا                           | [ ۶ ] [ ۱۸ ] |
| ساعات کار                              | ۱۹۷۸ | ایالات متحده آمریکا                | [ ۴۷ ]       |
| The Strange Affair                     | ۱۹۶۸ | بریتانیا                           | [ ۶ ] [ ۱۸ ] |
| ضربه ناگهانی                           | ۱۹۸۳ | ایالات متحده آمریکا                | [ ۱ ]        |
| سوپرفلای                               | ۱۹۷۲ | ایالات متحده آمریکا                | [ ۴۷ ]       |
| Sweet Sweetback's Baadasssss Song      | ۱۹۷۱ | ایالات متحده آمریکا                | [ ۴۸ ]       |
| The Take                               | ۱۹۷۴ | ایالات متحده آمریکا                | [ ۱ ]        |
| گرفتن پلهام یک دو سه                   | ۱۹۷۴ | ایالات متحده آمریکا                | [ ۴۸ ]       |
| Targets                                | ۱۹۶۸ | ایالات متحده آمریکا                | [ ۴۸ ]       |
| Taste of Fear                          | ۱۹۶۱ | بریتانیا                           | [ ۴۹ ]       |
| راننده تاکسی                           | ۱۹۷۶ | ایالات متحده آمریکا                | [ ۱ ]        |
| شماره ۱۰ محله ریلینگتون                | ۱۹۷۱ | بریتانیا                           | [ ۱ ]        |
| Thérèse Desqueyroux                    | ۱۹۶۲ | فرانسه                             | [ ۳۰ ]       |
| مگر آن‌ها اسب‌ها را خلاص نمی‌کنند؟        | ۱۹۶۹ | ایالات متحده آمریکا                | [ ۲۱ ]       |
| سارق                                   | ۱۹۸۱ | ایالات متحده آمریکا                | [ ۱ ]        |
| دزد پاریسی                             | ۱۹۶۷ | فرانسه                             | [ ۳۰ ]       |
| دزدانی مثل ما                          | ۱۹۷۴ | ایالات متحده آمریکا                | [ ۱ ]        |
| چشم شیطان                              | ۱۹۶۲ | فرانسه                             | [ ۲۳ ]       |
| صدای سوم                               | ۱۹۶۰ | ایالات متحده آمریکا                | [ ۱۴ ]       |
| 13 West Street                         | ۱۹۶۲ | ایالات متحده آمریکا                | [ ۲ ]        |
| This Man Must Die                      | ۱۹۶۹ | فرانسه                             | [ ۲۳ ]       |
| حادثه توماس کراون                      | ۱۹۶۸ | ایالات متحده آمریکا                | [ ۱ ]        |
| The Thousand Eyes of Dr. Mabuse        | ۱۹۶۰ | آلمان غربی                         | [ ۳۷ ]       |
| طناب بندبازی                           | ۱۹۸۴ | ایالات متحده آمریکا                | [ ۱ ]        |
| To Live and Die in L.A.                | ۱۹۸۵ | ایالات متحده آمریکا                | [ ۱ ]        |
| Tokyo Drifter                          | ۱۹۶۶ | ژاپن                               | [ ۳ ]        |
| Les Tontons flingueurs                 | ۱۹۶۳ | فرانسه                             | [ ۳۰ ]       |
| قطار سریع‌السیر اروپا                   | ۱۹۶۶ | فرانسه                             | [ ۳۰ ]       |
| محاکمه                                 | ۱۹۶۲ | ایالات متحده آمریکا                | [ ۱۴ ]       |
| اعترافات واقعی                         | ۱۹۸۱ | ایالات متحده آمریکا                | [ ۱ ]        |
| حقیقت                                  | ۱۹۶۰ | فرانسه                             | [ ۳۰ ]       |
| Twilight's Last Gleaming               | ۱۹۷۷ | ایالات متحده آمریکا                | [ ۴۸ ]       |
| Twisted Nerve                          | ۱۹۶۸ | بریتانیا                           | [ ۴۹ ]       |
| آمریکای زیرزمینی                       | ۱۹۶۱ | ایالات متحده آمریکا                | [ ۱ ] [ ۱۴ ] |
| The Unfaithful Wife                    | ۱۹۶۹ | فرانسه                             | [ ۹ ]        |
| Union City                             | ۱۹۸۰ | ایالات متحده آمریکا                | [ ۱ ]        |
| The Upper Hand                         | ۱۹۶۶ | فرانسه                             | [ ۹ ]        |
| نقطه گریز                              | ۱۹۷۱ | ایالات متحده آمریکا                | [ ۵۰ ]       |
| Victim                                 | ۱۹۶۱ | بریتانیا                           | [ ۲۱ ]       |
| شرور                                   | ۱۹۷۱ | بریتانیا                           | [ ۴۵ ]       |
| Violent Cop                            | ۱۹۸۹ | ژاپن                               | [ ۵۱ ]       |
| ویریدیانا                              | ۱۹۶۱ | اسپانیا                            | [ ۲۲ ]       |
| سربلند                                 | ۱۹۷۳ | ایالات متحده آمریکا                | [ ۵۰ ]       |
| War Hunt                               | ۱۹۶۲ | ایالات متحده آمریکا                | [ ۲ ]        |
| Warning Shot                           | ۱۹۶۷ | ایالات متحده آمریکا                | [ ۱۱ ]       |
| صلاح مملکت خویش                        | ۱۹۶۷ | ایتالیا                            | [ ۱۰ ]       |
| تعطیلات آخر هفته                       | ۱۹۶۷ | فرانسه                             | [ ۳۰ ]       |
| به عصر سختی‌ها خوش آمدید                | ۱۹۶۷ | ایالات متحده آمریکا                | [ ۲ ]        |
| What Ever Happened to Aunt Alice?      | ۱۹۶۹ | ایالات متحده آمریکا                | [ ۱ ]        |
| شلاق و بدن                             | ۱۹۶۳ | ایتالیا                            | [ ۱۰ ]       |
| White Line Fever                       | ۱۹۷۵ | Canada ایالات متحده آمریکا         | [ ۱ ]        |
| Who Killed Teddy Bear                  | ۱۹۶۵ | ایالات متحده آمریکا                | [ ۲ ]        |
| Who'll Stop the Rain                   | ۱۹۷۸ | ایالات متحده آمریکا                | [ ۱ ]        |
| Why Must I Die?                        | ۱۹۶۰ | ایالات متحده آمریکا                | [ ۲ ]        |
| کشته‌های زمستان                         | ۱۹۷۹ | ایالات متحده آمریکا                | [ ۵۰ ]       |
| شاهد                                   | ۱۹۸۵ | ایالات متحده آمریکا                | [ ۱ ]        |
| The Yakuza                             | ۱۹۷۴ | ایالات متحده آمریکا                | [ ۵۰ ]       |
| سال اژدها                              | ۱۹۸۵ | ایالات متحده آمریکا                | [ ۱ ]        |
| Youth of the Beast                     | ۱۹۶۳ | ژاپن                               | [ ۳ ]        |
| زد                                     | ۱۹۶۹ | فرانسه                             | [ ۳۰ ]       |
| Zero Focus                             | ۱۹۶۱ | ژاپن                               | [ ۳ ]        |

## فهرست فیلم‌های: ۱۹۹۰–۱۹۹۹
| فیلم                                          | سال  | کشور                          | Ref(s).       |
| --------------------------------------------- | ---- | ----------------------------- | ------------- |
| رنج                                           | ۱۹۹۷ | ایالات متحده آمریکا           | [ ۲ ]         |
| After Dark, My Sweet                          | ۱۹۹۰ | ایالات متحده آمریکا           | [ ۱ ]         |
| جاده آرلینگتون                                | ۱۹۹۹ | ایالات متحده آمریکا           | [ ۱ ]         |
| Bad Influence                                 | ۱۹۹۰ | ایالات متحده آمریکا           | [ ۱۱ ]        |
| ستوان بد                                      | ۱۹۹۲ | ایالات متحده آمریکا           | [ ۲ ]         |
| غریزه اصلی                                    | ۱۹۹۲ | ایالات متحده آمریکا           | [ ۱ ]         |
| بازگشت بتمن                                   | ۱۹۹۲ | ایالات متحده آمریکا           | [ ۱۱ ]        |
| بهترین طرح‌های ارائه شده                       | ۱۹۹۹ | ایالات متحده آمریکا           | [ ۱۲ ]        |
| پلک‌زدن                                        | ۱۹۹۴ | ایالات متحده آمریکا           | [ ۱۱ ]        |
| خون و شراب                                    | ۱۹۹۶ | ایالات متحده آمریکا           | [ ۵۲ ]        |
| محدودیت                                       | ۱۹۹۶ | ایالات متحده آمریکا           | [ ۱۱ ]        |
| باگزی                                         | ۱۹۹۱ | ایالات متحده آمریکا           | [ ۱ ]         |
| تنگه وحشت                                     | ۱۹۹۱ | ایالات متحده آمریکا           | [ ۱ ]         |
| مراسم                                         | ۱۹۹۵ | فرانسه                        | [ ۳۰ ]        |
| China Moon                                    | ۱۹۹۴ | ایالات متحده آمریکا           | [ ۱۱ ]        |
| سرزمین پلیس                                   | ۱۹۹۷ | ایالات متحده آمریکا           | [ ۲۴ ]        |
| کارت‌پخش‌کن                                     | ۱۹۹۸ | بریتانیا                      | [ ۶ ] [ ۱۸ ]  |
| شهر تاریک                                     | ۱۹۹۸ | ایالات متحده آمریکا           | [ ۱۱ ]        |
| مرگ دوباره                                    | ۱۹۹۱ | ایالات متحده آمریکا           | [ ۱ ]         |
| Deceiver                                      | ۱۹۹۷ | ایالات متحده آمریکا           | [ ۱۱ ]        |
| Deep Cover                                    | ۱۹۹۲ | ایالات متحده آمریکا           | [ ۱۱ ]        |
| Deep Crimson                                  | ۱۹۹۶ | Mexico                        | [ ۶ ]         |
| هذیان                                         | ۱۹۹۱ | ایالات متحده آمریکا           | [ ۱۱ ]        |
| Desperate Hours                               | ۱۹۹۰ | ایالات متحده آمریکا           | [ ۱ ]         |
| شیطان در لباس آبی                             | ۱۹۹۵ | ایالات متحده آمریکا           | [ ۱۱ ]        |
| Diary of a Hitman                             | ۱۹۹۱ | ایالات متحده آمریکا           | [ ۱۱ ]        |
| دانی براسکو                                   | ۱۹۹۷ | ایالات متحده آمریکا           | [ ۱ ]         |
| تغییر چهره                                    | ۱۹۹۷ | ایالات متحده آمریکا           | [ ۱۸ ]        |
| فرشتگان سقوط‌کرده                              | ۱۹۹۵ | هنگ کنگ                       | [ ۶ ]         |
| فارگو                                         | ۱۹۹۶ | ایالات متحده آمریکا           | [ ۶ ] [ ۶ ]   |
| ترس                                           | ۱۹۹۶ | ایالات متحده آمریکا           | [ ۱۱ ]        |
| دختری به نام نیکیتا                           | ۱۹۹۰ | فرانسه Italy                  | [ ۶ ]         |
| باشگاه مبارزه                                 | ۱۹۹۹ | ایالات متحده آمریکا           | [ ۱۱ ]        |
| تحلیل نهایی                                   | ۱۹۹۲ | ایالات متحده آمریکا           | [ ۱ ]         |
| گوشت و استخوان                                | ۱۹۹۳ | ایالات متحده آمریکا           | [ ۵۳ ]        |
| تعقیب                                         | ۱۹۹۸ | بریتانیا                      | [ ۵۴ ]        |
| Foreign Land                                  | ۱۹۹۶ | برزیل                         | [ ۶ ]         |
| بازی                                          | ۱۹۹۷ | ایالات متحده آمریکا           | [ ۱۱ ]        |
| گریز                                          | ۱۹۹۴ | ایالات متحده آمریکا           | [ ۱۱ ]        |
| گلوریا                                        | ۱۹۹۹ | ایالات متحده آمریکا           | [ ۱ ]         |
| کلاهبرداران                                   | ۱۹۹۰ | ایالات متحده آمریکا           | [ ۱ ]         |
| دیوانه تفنگ (فیلم ۱۹۹۲)                       | ۱۹۹۲ | ایالات متحده آمریکا           | [ ۱۱ ]        |
| نفرت                                          | ۱۹۹۵ | فرانسه                        | [ ۵۵ ]        |
| سرسخت                                         | ۱۹۹۲ | هنگ کنگ                       | [ ۳۵ ]        |
| برد دشوار                                     | ۱۹۹۶ | ایالات متحده آمریکا           | [ ۸ ]         |
| مخمصه                                         | ۱۹۹۵ | ایالات متحده آمریکا           | [ ۱۱ ]        |
| آدم‌کشی                                        | ۱۹۹۱ | ایالات متحده آمریکا           | [ ۱ ]         |
| نقطه داغ                                      | ۱۹۹۰ | ایالات متحده آمریکا           | [ ۱ ]         |
| بی‌خوابی                                       | ۱۹۹۷ | Norway                        | [ ۵۶ ]        |
| امور داخلی                                    | ۱۹۹۰ | ایالات متحده آمریکا           | [ ۱ ]         |
| در خط آتش                                     | ۱۹۹۳ | ایالات متحده آمریکا           | [ ۱ ]         |
| جکی براون                                     | ۱۹۹۷ | ایالات متحده آمریکا           | [ ۱۱ ]        |
| The Kill-Off                                  | ۱۹۹۰ | ایالات متحده آمریکا           | [ ۱۱ ]        |
| پادشاه نیویورک                                | ۱۹۹۰ | ایالات متحده آمریکا           | [ ۱ ]         |
| بوسه پیش از مرگ                               | ۱۹۹۱ | ایالات متحده آمریکا           | [ ۱ ]         |
| بوسه مرگ                                      | ۱۹۹۵ | ایالات متحده آمریکا           | [ ۱۱ ]        |
| Kiss or Kill                                  | ۱۹۹۷ | Australia                     | [ ۶ ]         |
| The Krays                                     | ۱۹۹۰ | بریتانیا                      | [ ۵۷ ]        |
| محرمانه لس آنجلس                              | ۱۹۹۷ | ایالات متحده آمریکا           | [ ۸ ] [ ۱۱ ]  |
| The Last Seduction                            | ۱۹۹۴ | ایالات متحده آمریکا           | [ ۱۱ ]        |
| لئون حرفه‌ای                                   | ۱۹۹۴ | فرانسه                        | [ ۶ ]         |
| اسلحه مرگبار ۳                                | ۱۹۹۲ | ایالات متحده آمریکا           | [ ۱ ]         |
| Liebestraum                                   | ۱۹۹۱ | ایالات متحده آمریکا           | [ ۱۱ ]        |
| The Limey                                     | ۱۹۹۹ | ایالات متحده آمریکا           | [ ۱۱ ]        |
| جسم زنده                                      | ۱۹۹۷ | اسپانیا                       | [ ۲۲ ]        |
| قفل، انبار و دو بشکه باروت                    | ۱۹۹۸ | بریتانیا                      | [ ۱۸ ]        |
| Lord of Illusions                             | ۱۹۹۵ | ایالات متحده آمریکا           | [ ۵۸ ]        |
| بزرگراه گمشده                                 | ۱۹۹۷ | ایالات متحده آمریکا           | [ ۱۱ ]        |
| Love Crimes                                   | ۱۹۹۲ | ایالات متحده آمریکا           | [ ۱۱ ]        |
| عناد                                          | ۱۹۹۳ | ایالات متحده آمریکا           | [ ۱ ]         |
| ماتریکس                                       | ۱۹۹۹ | Australia ایالات متحده آمریکا | [ ۵۹ ]        |
| Miami Blues                                   | ۱۹۹۰ | ایالات متحده آمریکا           | [ ۱۱ ]        |
| تقاطع میلر                                    | ۱۹۹۰ | ایالات متحده آمریکا           | [ ۱ ]         |
| آبشارهای مالهالند                             | ۱۹۹۶ | ایالات متحده آمریکا           | [ ۱۱ ]        |
| حاشیه باریک                                   | ۱۹۹۰ | ایالات متحده آمریکا           | [ ۱۱ ]        |
| نیو جک سیتی                                   | ۱۹۹۱ | ایالات متحده آمریکا           | [ ۱۱ ]        |
| شب و شهر                                      | ۱۹۹۲ | ایالات متحده آمریکا           | [ ۱ ]         |
| Night Train                                   | ۱۹۹۹ | ایالات متحده آمریکا           | [ ۶۰ ]        |
| دروازه نهم                                    | ۱۹۹۹ | ایالات متحده آمریکا           | [ ۸ ]         |
| One False Move                                | ۱۹۹۲ | ایالات متحده آمریکا           | [ ۱۱ ]        |
| ارتفاعات آرام                                 | ۱۹۹۰ | ایالات متحده آمریکا           | [ ۱۱ ]        |
| Palmetto                                      | ۱۹۹۸ | ایالات متحده آمریکا           | [ ۶۱ ] [ ۶۲ ] |
| El Patrullero                                 | ۱۹۹۱ | Mexico                        | [ ۶ ]         |
| تقاص                                          | ۱۹۹۹ | ایالات متحده آمریکا           | [ ۱۱ ]        |
| پی                                            | ۱۹۹۸ | ایالات متحده آمریکا           | [ ۸ ]         |
| پیچک سمی                                      | ۱۹۹۲ | ایالات متحده آمریکا           | [ ۴۲ ]        |
| Poodle Springs                                | ۱۹۹۸ | ایالات متحده آمریکا           | [ ۳۳ ]        |
| The Public Eye                                | ۱۹۹۲ | ایالات متحده آمریکا           | [ ۱۱ ]        |
| داستان عامه‌پسند                               | ۱۹۹۴ | ایالات متحده آمریکا           | [ ۸ ]         |
| موادفروش                                      | ۱۹۹۶ | دانمارک                       | [ ۵ ]         |
| غرب رد راک                                    | ۱۹۹۳ | ایالات متحده آمریکا           | [ ۱ ]         |
| سگ‌های انباری                                  | ۱۹۹۲ | ایالات متحده آمریکا           | [ ۱ ] [ ۸ ]   |
| انتقام                                        | ۱۹۹۰ | ایالات متحده آمریکا، Mexico   | [ ۵۷ ]        |
| Romeo Is Bleeding                             | ۱۹۹۳ | ایالات متحده آمریکا           | [ ۱۱ ]        |
| راش                                           | ۱۹۹۱ | ایالات متحده آمریکا           | [ ۱۱ ]        |
| هفت                                           | ۱۹۹۵ | ایالات متحده آمریکا           | [ ۱۱ ]        |
| قبر کم‌عمق                                     | ۱۹۹۴ | بریتانیا                      | [ ۱۸ ] [ ۲۱ ] |
| از نفس افتاده                                 | ۱۹۹۱ | ایالات متحده آمریکا           | [ ۱ ]         |
| سکوت بره‌ها                                    | ۱۹۹۱ | ایالات متحده آمریکا           | [ ۱۱ ]        |
| Simpatico                                     | ۱۹۹۹ | ایالات متحده آمریکا           | [ ۱۱ ]        |
| یک نقشه ساده                                  | ۱۹۹۸ | ایالات متحده آمریکا           | [ ۱۱ ]        |
| خوابیدن با دشمن                               | ۱۹۹۱ | ایالات متحده آمریکا           | [ ۱۱ ]        |
| تیغه فلاخن                                    | ۱۹۹۶ | ایالات متحده آمریکا           | [ ۶۳ ]        |
| Sonatine                                      | ۱۹۹۳ | ژاپن                          | [ ۵۱ ]        |
| زندانی اسپانیایی                              | ۱۹۹۷ | ایالات متحده آمریکا           | [ ۴۷ ]        |
| Suture                                        | ۱۹۹۳ | ایالات متحده آمریکا           | [ ۱۱ ]        |
| The Temp                                      | ۱۹۹۳ | ایالات متحده آمریکا           | [ ۶۴ ]        |
| کارهایی که بعد از مرگت در دنور باید انجام داد | ۱۹۹۵ | ایالات متحده آمریکا           | [ ۱۱ ]        |
| This World, Then the Fireworks                | ۱۹۹۷ | ایالات متحده آمریکا           | [ ۴۸ ]        |
| داستان عاشقانه واقعی                          | ۱۹۹۳ | ایالات متحده آمریکا           | [ ۱۱ ]        |
| گرگ‌ومیش                                       | ۱۹۹۸ | ایالات متحده آمریکا           | [ ۱۱ ]        |
| توئین پیکس: با من بر آتش برو                  | ۱۹۹۲ | ایالات متحده آمریکا           | [ ۴۸ ]        |
| دو جیک                                        | ۱۹۹۰ | ایالات متحده آمریکا           | [ ۱ ]         |
| دور برگردان                                   | ۱۹۹۷ | ایالات متحده آمریکا           | [ ۱۸ ]        |
| The Underneath                                | ۱۹۹۵ | ایالات متحده آمریکا           | [ ۱۱ ]        |
| Unlawful Entry                                | ۱۹۹۲ | ایالات متحده آمریکا           | [ ۴۸ ]        |
| مظنونین همیشگی                                | ۱۹۹۵ | ایالات متحده آمریکا           | [ ۸ ] [ ۱۱ ]  |
| Where the Day Takes You                       | ۱۹۹۲ | ایالات متحده آمریکا           | [ ۱ ]         |
| شن‌های سفید                                    | ۱۹۹۲ | ایالات متحده آمریکا           | [ ۱ ]         |
| از ته دل وحشی                                 | ۱۹۹۰ | ایالات متحده آمریکا           | [ ۵۰ ]        |
| جنایات جنسی                                   | ۱۹۹۸ | ایالات متحده آمریکا           | [ ۱ ]         |
| پرونده‌های مجهول                               | ۱۹۹۸ | ایالات متحده آمریکا           | [ ۸ ]         |

## فهرست فیلم‌های: ۲۰۰۰–۲۰۰۹
| فیلم                           | سال  | کشور                                       | Ref(s).             |
| ------------------------------ | ---- | ------------------------------------------ | ------------------- |
| گانگستر آمریکایی               | ۲۰۰۷ | ایالات متحده آمریکا                        | [ ۲ ]               |
| روانی آمریکایی                 | ۲۰۰۰ | ایالات متحده آمریکا                        | [ ۶۳ ]              |
| قتل ریچارد نیکسون              | ۲۰۰۴ | ایالات متحده آمریکا                        | [ ۶ ]               |
| El Aura                        | ۲۰۰۵ | آرژانتین                                   | [ ۵۰ ]              |
| تربیت بد                       | ۲۰۰۴ | اسپانیا                                    | [ ۶۵ ]              |
| ستوان بد: بندر نیواورلئان      | ۲۰۰۹ | ایالات متحده آمریکا                        | [ ۲ ]               |
| غریزه اصلی ۲                   | ۲۰۰۶ | بریتانیا Germany Spain ایالات متحده آمریکا | [ ۱ ]               |
| بتمن آغاز می‌کند                | ۲۰۰۵ | ایالات متحده آمریکا                        | [ ۱۲ ]              |
| ضربان قلب من متوقف شده‌است      | ۲۰۰۵ | فرانسه                                     | [ ۵۵ ]              |
| پیش از آنکه شیطان بفهمد مرده‌ای | ۲۰۰۷ | ایالات متحده آمریکا                        | [ ۱۲ ]              |
| فراتر از یک شک معقول           | ۲۰۰۹ | ایالات متحده آمریکا                        | [ ۱۱ ]              |
| کوکب سیاه                      | ۲۰۰۶ | ایالات متحده آمریکا                        | [ ۱۱ ]              |
| Blind Shaft                    | ۲۰۰۳ | چین                                        | [ ۶ ]               |
| هویت بورن                      | ۲۰۰۲ | ایالات متحده آمریکا                        | [ ۸ ]               |
| آجر                            | ۲۰۰۵ | ایالات متحده آمریکا                        | [ ۶۳ ]              |
| پنهان                          | ۲۰۰۵ | فرانسه                                     | [ ۳۰ ]              |
| سیرک                           | ۲۰۰۰ | بریتانیا ایالات متحده آمریکا               | [ ۱ ]               |
| شهر خدا                        | ۲۰۰۲ | برزیل                                      | [ ۶ ]               |
| وثیقه                          | ۲۰۰۴ | ایالات متحده آمریکا                        | [ ۱۱ ]              |
| پیامدهای عشق                   | ۲۰۰۴ | ایتالیا                                    | [ ۱۵ ]              |
| خنک‌کننده                       | ۲۰۰۳ | ایالات متحده آمریکا                        | [ ۶۳ ]              |
| Dark Blue                      | ۲۰۰۲ | ایالات متحده آمریکا                        | [ ۲۴ ]              |
| Dark Country                   | ۲۰۰۹ | ایالات متحده آمریکا                        | [ ۱۱ ]              |
| شوالیه تاریکی                  | ۲۰۰۸ | بریتانیا ایالات متحده آمریکا               | [ ۲۴ ]              |
| Dead Time: Kala                | ۲۰۰۷ | اندونزی                                    | [ ۶۶ ]              |
| فریب                           | ۲۰۰۸ | ایالات متحده آمریکا                        | [ ۱۱ ]              |
| The Deep End                   | ۲۰۰۱ | ایالات متحده آمریکا                        | [ ۱۱ ]              |
| رفتگان                         | ۲۰۰۶ | ایالات متحده آمریکا                        | [ ۶۳ ]              |
| خرابکاری                       | ۲۰۰۵ | ایالات متحده آمریکا                        | [ ۶۳ ]              |
| دورویی                         | ۲۰۰۹ | ایالات متحده آمریکا                        | [ ۶۷ ]              |
| کافی                           | ۲۰۰۲ | ایالات متحده آمریکا                        | [ ۱۱ ]              |
| زن اغواگر                      | ۲۰۰۲ | ایالات متحده آمریکا                        | [ ۱۱ ]              |
| دختری با خالکوبی اژدها         | ۲۰۰۹ | Sweden                                     | [ ۶۸ ]              |
| خانه شیشه‌ای                    | ۲۰۰۱ | ایالات متحده آمریکا                        | [ ۱۱ ]              |
| رفته عزیزم رفته                | ۲۰۰۷ | ایالات متحده آمریکا                        | [ ۱۱ ]              |
| آتش‌بازی                        | ۲۰۰۱ | ژاپن                                       | [ ۶۹ ]              |
| سرقت                           | ۲۰۰۱ | ایالات متحده آمریکا                        | [ ۱۱ ]              |
| سابقه خشونت                    | ۲۰۰۵ | ایالات متحده آمریکا                        | [ ۶۳ ] [ ۲۱ ]       |
| هالیوودلند                     | ۲۰۰۶ | ایالات متحده آمریکا                        | [ ۶ ]               |
| گروگان                         | ۲۰۰۵ | ایالات متحده آمریکا                        | [ ۶۳ ]              |
| I'll Sleep When I'm Dead       | ۲۰۰۳ | بریتانیا                                   | [ ۲۸ ]              |
| در بروژ                        | ۲۰۰۸ | بریتانیا                                   | [ ۷۰ ]              |
| در برش                         | ۲۰۰۳ | ایالات متحده آمریکا                        | [ ۱۱ ]              |
| امور دوزخی                     | ۲۰۰۲ | هنگ کنگ                                    | [ ۱۳ ]              |
| نفوذی                          | ۲۰۰۶ | ایالات متحده آمریکا                        | [ ۶۳ ]              |
| بی‌خوابی                        | ۲۰۰۲ | ایالات متحده آمریکا                        | [ ۱۱ ]              |
| جانی خائن                      | ۲۰۰۷ | هند                                        | [ ۷۱ ]              |
| Just Another Love Story        | ۲۰۰۷ | دانمارک                                    | [ ۵ ]               |
| بیل را بکش: بخش ۱              | ۲۰۰۳ | ایالات متحده آمریکا                        | [ ۸ ]               |
| بیل را بکش: بخش ۲              | ۲۰۰۴ | ایالات متحده آمریکا                        | [ ۸ ]               |
| بوس بوس بنگ بنگ                | ۲۰۰۵ | ایالات متحده آمریکا                        | [ ۶۳ ]              |
| Klopka                         | ۲۰۰۷ | Serbia                                     | [ ۷۲ ] [ ۷۳ ]       |
| لانتانا                        | ۲۰۰۱ | Australia                                  | [ ۴۰ ]              |
| کیک لایه‌ای                     | ۲۰۰۴ | بریتانیا                                   | [ ۶۳ ]              |
| Lower City                     | ۲۰۰۵ | برزیل                                      | [ ۶ ]               |
| شماره شانس اسلوین              | ۲۰۰۶ | ایالات متحده آمریکا                        | [ ۶۳ ]              |
| ماشین‌چی                        | ۲۰۰۴ | اسپانیا                                    | [ ۶۳ ]              |
| Mad Detective                  | ۲۰۰۷ | هنگ کنگ                                    | [ ۱۳ ]              |
| مردی که آنجا نبود              | ۲۰۰۱ | ایالات متحده آمریکا                        | [ ۸ ]               |
| کاندیدای منچوری                | ۲۰۰۴ | ایالات متحده آمریکا                        | [ ۶ ]               |
| مکس پین                        | ۲۰۰۸ | ایالات متحده آمریکا                        | [ ۳۸ ]              |
| یادگاری                        | ۲۰۰۰ | ایالات متحده آمریکا                        | [ ۶۳ ] [ ۸ ] [ ۱۱ ] |
| خاطرات قتل                     | ۲۰۰۳ | کره جنوبی                                  | [ ۵۶ ]              |
| بابت شکلات متشکرم              | ۲۰۰۰ | فرانسه                                     | [ ۷۴ ]              |
| میامی وایس                     | ۲۰۰۶ | ایالات متحده آمریکا                        | [ ۱۱ ] [ ۷۵ ]       |
| دختر میلیون دلاری              | ۲۰۰۴ | ایالات متحده آمریکا                        | [ ۶۳ ]              |
| گزارش اقلیت                    | ۲۰۰۲ | ایالات متحده آمریکا                        | [ ۸ ]               |
| جاده مالهالند                  | ۲۰۰۱ | ایالات متحده آمریکا                        | [ ۱۱ ]              |
| رودخانه مرموز                  | ۲۰۰۳ | ایالات متحده آمریکا                        | [ ۳۸ ]              |
| نارک                           | ۲۰۰۲ | ایالات متحده آمریکا                        | [ ۳۸ ]              |
| ناین کوئینز                    | ۲۰۰۰ | آرژانتین                                   | [ ۴۰ ]              |
| جایی برای پیرمردها نیست        | ۲۰۰۷ | ایالات متحده آمریکا                        | [ ۱۱ ]              |
| اولدبوی                        | ۲۰۰۳ | کره جنوبی                                  | [ ۵۶ ]              |
| خارج از زمان                   | ۲۰۰۳ | ایالات متحده آمریکا                        | [ ۱۱ ]              |
| اتاق پناهگاه                   | ۲۰۰۲ | ایالات متحده آمریکا                        | [ ۵۷ ]              |
| قول                            | ۲۰۰۱ | ایالات متحده آمریکا                        | [ ۶ ]               |
| دشمنان ملت                     | ۲۰۰۹ | ایالات متحده آمریکا                        | [ ۷۶ ]              |
| بازی‌های گوزن قطبی              | ۲۰۰۰ | ایالات متحده آمریکا                        | [ ۶ ]               |
| رنسانس                         | ۲۰۰۶ | فرانسه                                     | [ ۶۳ ]              |
| بازی ریپلی                     | ۲۰۰۲ | ایتالیا                                    | [ ۶۹ ]              |
| جاده‌ای به‌سوی تباهی             | ۲۰۰۲ | ایالات متحده آمریکا                        | [ ۷۶ ]              |
| The Salton Sea                 | ۲۰۰۲ | ایالات متحده آمریکا                        | [ ۱۱ ]              |
| جانور سکسی                     | ۲۰۰۰ | بریتانیا                                   | [ ۱۸ ]              |
| شهر گناه                       | ۲۰۰۵ | ایالات متحده آمریکا                        | [ ۸ ] [ ۱۱ ]        |
| حادثه شینجوکو                  | ۲۰۰۹ | هنگ کنگ                                    | [ ۷۷ ]              |
| روح                            | ۲۰۰۸ | ایالات متحده آمریکا                        | [ ۴۷ ]              |
| وضعیت فعلی                     | ۲۰۰۹ | ایالات متحده آمریکا                        | [ ۶۷ ]              |
| Suspect Zero                   | ۲۰۰۴ | ایالات متحده آمریکا                        | [ ۶۳ ]              |
| Suzhou River                   | ۲۰۰۰ | چین                                        | [ ۶ ]               |
| روز تعلیم                      | ۲۰۰۱ | ایالات متحده آمریکا                        | [ ۴۸ ]              |
| به‌دام‌افتاده                    | ۲۰۰۲ | ایالات متحده آمریکا، Germany               | [ ۵۷ ]              |
| نگهبانان                       | ۲۰۰۹ | ایالات متحده آمریکا                        | [ ۷۸ ]              |
| جایی که حقیقت دروغ می‌گوید      | ۲۰۰۵ | Canada                                     | [ ۶ ]               |
| محوطه                          | ۲۰۰۰ | ایالات متحده آمریکا                        | [ ۶ ]               |
| زودیاک                         | ۲۰۰۷ | ایالات متحده آمریکا                        | [ ۱۱ ]              |

## فهرست فیلم‌های: ۲۰۱۰–۲۰۱۹
| فیلم                      | سال  | کشور                         | Ref(s).                 |
| ------------------------- | ---- | ---------------------------- | ----------------------- |
| فصل جنگل                  | ۲۰۱۱ | هند                          | [ ۷۹ ]                  |
| Alois Nebel               | ۲۰۱۱ | جمهوری چک                    | [ ۸۰ ]                  |
| رویاپرداز آمریکایی        | ۲۰۱۸ | ایالات متحده آمریکا          | [ ۸۱ ]                  |
| A Morass                  | ۲۰۱۱ | بریتانیا                     | [ ۸۲ ]                  |
| زغال‌سنگ سیاه، یخ نازک     | ۲۰۱۴ | چین                          | [ ۸۳ ]                  |
| بلید رانر ۲۰۴۹            | ۲۰۱۷ | ایالات متحده آمریکا          | [ ۸۴ ]                  |
| درگیری در سلول ۹۹         | ۲۰۱۷ | ایالات متحده آمریکا          | [ ۸۵ ]                  |
| شهر ویران                 | ۲۰۱۳ | ایالات متحده آمریکا          | [ ۸۶ ]                  |
| سرمای ژوئیه               | ۲۰۱۴ | ایالات متحده آمریکا          | [ ۸۷ ]                  |
| شوالیه تاریکی برمی‌خیزد    | ۲۰۱۲ | بریتانیا ایالات متحده آمریکا | [ ۸۸ ]                  |
| نابودگر                   | ۲۰۱۸ | ایالات متحده آمریکا          | [ ۸۹ ]                  |
| رانندگی                   | ۲۰۱۱ | ایالات متحده آمریکا          | [ ۹۰ ] [ ۹۱ ]           |
| کشیده شده در بتن          | ۲۰۱۸ | ایالات متحده آمریکا          | [ ۹۲ ]                  |
| دختری با خالکوبی اژدها    | ۲۰۱۱ | ایالات متحده آمریکا          | [ ۹۳ ]                  |
| در سایه                   | ۲۰۱۲ | جمهوری چک                    | [ ۸۰ ]                  |
| تلقین                     | ۲۰۱۰ | بریتانیا ایالات متحده آمریکا | [ ۹۴ ]                  |
| خباثت ذاتی                | ۲۰۱۴ | ایالات متحده آمریکا          | [ ۹۵ ]                  |
| جان ویک                   | ۲۰۱۴ | ایالات متحده آمریکا          | [ ۹۶ ]                  |
| جان ویک: بخش ۲            | ۲۰۱۷ | ایالات متحده آمریکا          | [ ۹۷ ]                  |
| جان ویک: بخش ۳ – پارابلوم | ۲۰۱۹ | United States                | [ ۹۸ ]                  |
| قاتل درون من              | ۲۰۱۰ | ایالات متحده آمریکا          | [ ۳۳ ]                  |
| سفر دراز روز در شب        | ۲۰۱۸ | چین                          | [ ۹۹ ]                  |
| لوپر                      | ۲۰۱۲ | ایالات متحده آمریکا          | [ ۱۰۰ ]                 |
| Lost River                | ۲۰۱۴ | ایالات متحده آمریکا          | [ ۱۰۱ ]                 |
| Magical Girl              | ۲۰۱۴ | اسپانیا                      | [ ۱۰۲ ]                 |
| بروکلین بی‌مادر            | ۲۰۱۹ | ایالات متحده آمریکا          | [ ۱۰۳ ]                 |
| لال                       | ۲۰۱۸ | بریتانیا Germany             | [ ۱۰۴ ]                 |
| مردان خوب                 | ۲۰۱۶ | ایالات متحده آمریکا          | [ ۱۰۵ ]                 |
| شبگرد                     | ۲۰۱۴ | ایالات متحده آمریکا          | [ ۱۰۶ ]                 |
| حیوانات شب‌زی              | ۲۰۱۶ | ایالات متحده آمریکا          | [ ۱۰۷ ]                 |
| فقط خدا می‌بخشد            | ۲۰۱۳ | دانمارک فرانسه               | [ ۱۰۸ ]                 |
| Paradox                   | ۲۰۱۷ | هنگ کنگ                      | [ ۱۰۹ ]                 |
| Pickings                  | ۲۰۱۸ | ایالات متحده آمریکا          | [ ۱۱۰ ]                 |
| مکانی آن سوی کاج‌ها        | ۲۰۱۳ | ایالات متحده آمریکا          | [ ۱۱۱ ] [ ۱۱۲ ] [ ۱۱۳ ] |
| Pocket Listing            | ۲۰۱۶ | ایالات متحده آمریکا          | [ ۱۱۴ ]                 |
| رز سمی                    | ۲۰۱۹ | ایالات متحده آمریکا          | [ ۱۱۵ ]                 |
| آرامش                     | ۲۰۱۹ | ایالات متحده آمریکا          | [ ۱۱۶ ]                 |
| جزیره شاتر                | ۲۰۱۰ | ایالات متحده آمریکا          | [ ۳۳ ]                  |
| تعطیلات بهاری             | ۲۰۱۲ | ایالات متحده آمریکا          | [ ۱۱۷ ]                 |
| Strangled                 | ۲۰۱۶ | Hungary                      | [ ۱۱۸ ]                 |
| Taniel                    | ۲۰۱۷ | بریتانیا Armenia             | [ ۱۱۹ ]                 |
| خلسه                      | ۲۰۱۳ | بریتانیا                     | [ ۱۱۷ ]                 |
| Trouble Is My Business    | ۲۰۱۸ | ایالات متحده آمریکا          | [ ۱۲۰ ]                 |
| زیر دریاچه نقره‌ای         | ۲۰۱۸ | ایالات متحده آمریکا          | [ ۱۲۱ ]                 |
| قدم زدن میان قبرها        | ۲۰۱۴ | ایالات متحده آمریکا          | [ ۱۲۲ ]                 |
| Walking Too Fast          | ۲۰۱۰ | جمهوری چک                    | [ ۱۲۳ ]                 |
| Who Killed Cock Robin     | ۲۰۱۷ | Taiwan                       | [ ۱۲۴ ] [ ۱۲۵ ]         |
| بیوه‌ها                    | ۲۰۱۸ | ایالات متحده آمریکا          | [ ۱۲۶ ]                 |
| رودخانه ویند              | ۲۰۱۷ | ایالات متحده آمریکا          | [ ۱۲۷ ]                 |

## فهرست فیلم‌های: ۲۰۲۰–۲۰۲۹
| فیلم            | سال  | کشور                | Ref(s). |
| --------------- | ---- | ------------------- | ------- |
| آخرین لحظه وضوح | ۲۰۲۰ | ایالات متحده آمریکا | [ ۱۲۸ ] |